# Marta Bogdanowicz
Marta Bogdanowicz (ur. 23 listopada 1943 w Krakowie) – prof. dr hab., psycholog kliniczny dziecka (specjalistka II stopnia w zakresie psychologii klinicznej dziecka), jedna z pionierek pracy Metodą Ruchu Rozwijającego Weroniki Sherborne w Polsce, twórczyni Metody Dobrego Startu, autorka 447 publikacji, narzędzi diagnostycznych, pomocy do zajęć terapeutycznych, filmów dydaktycznych i piosenek dla dzieci. Była dyrektorką Instytutu Psychologii na Wydziale Nauk Społecznych Uniwersytetu Gdańskiego, założycielką i wieloletnią przewodniczącą Polskiego Towarzystwa Dysleksji (1990), członkinią polskich i międzynarodowych towarzystw naukowych (m.in. wiceprzewodniczącą Europejskiego Towarzystwa Dysleksji - European Dyslexia Association). Jej praca i dorobek naukowy dotyczą głównie psychologii klinicznej dziecka, dysleksji rozwojowej, leworęczności, profilaktyki niepowodzeń szkolnych i wspomagania rozwoju dziecka. Wkład Marty Bogdanowicz został uhonorowany licznymi odznaczeniami, w tym Medalem Komisji Edukacji Narodowej „za szczególne zasługi dla oświaty i wychowania” (1994), Złotym Krzyżem Zasługi (2002) oraz odznaczeniem „Zasłużonej dla polskiej psychologii” przyznanym przez Polskie Towarzystwo Psychologiczne w 2018 r. Przez całe swoje życie zawodowe była nie tylko uznanym naukowcem i ekspertką, ale także cenionym praktykiem (pracowała m.in. w publicznej opiece zdrowotnej) oraz działaczką społeczną (aktywną chociażby w Polskim Towarzystwie Dysleksji).

## Życiorys i kariera zawodowa
Marta Bogdanowicz urodziła się 23 listopada 1943 w Krakowie. Oboje jej rodzice byli absolwentami psychologii na Uniwersytecie Jagiellońskim. W 1966 r. ukończyła studia na Uniwersytecie Jagiellońskim, uzyskując tytuł magistra psychologii ze specjalizacją z zakresu psychologii klinicznej. Jej zainteresowania, prace i badania dotyczą głównie psychologii klinicznej dziecka, dysleksji rozwojowej, leworęczności, profilaktyki niepowodzeń szkolnych i wspomagania rozwoju dzieci. Jest autorką 447 publikacji - głównie w języku polskim i angielskim. Opracowała wiele narzędzi diagnostycznych (m.in. Skalę Ryzyka Dysleksji, Skalę Obserwacji Zachowania Dzieci i Rodziców, Skalę Oceny Skuteczności Metody Dobrego Startu). Stworzyła i rozwinęła Metodę Dobrego Startu. To metoda terapeutyczna i edukacyjna, która powstała na bazie metody Le Bon Départ (dobry start), której twórczynią była Holenderka - Thea Bugnet. Marta Bogdanowicz jest jedną z pionierek pracy Metodą Ruchu Rozwijającego Weroniki Sherborne w Polsce i jednocześnie należy do niewielkiej liczby międzynarodowych trenerów tej metody (International Sherborne Cooperation ISCO). W 1976 r. uzyskała stopień naukowy doktora nauk humanistycznych z zakresu psychologii. Stopień doktora habilitowanego nauk humanistycznych otrzymała w 1987 r., natomiast tytuł profesora - w 2000 r. z rąk prezydenta Aleksandra Kwaśniewskiego. Realizowała staże naukowe w: Republice Czeskiej (1978), Wielkiej Brytanii (1995-1996), USA (2005), Litwie (2006, 2007, 2014), Hiszpanii (2012) i Kanadzie (2012, 2015).
Była członkinią wielu stowarzyszeń i rad naukowych, m.in. PAN oraz Instytutu Wspomagania Rozwoju Dziecka w Gdańsku. Zasiadała w radach redakcyjnych czasopism naukowych: „Scholasticus”, „Beyond Philology, An International Journal of Linguistics, Literary Studies and English Language Teaching” itp. Jej dorobek naukowy został wyróżniony następującymi grantami badawczymi: „Wczesna diagnoza specyficznych zaburzeń czytania i pisania” i „Zespół Marfana jako rzadka choroba genetyczna w kontekście oceny jakości życia i zasobów osobistych” itp. Pełniła wiele funkcji kierowniczych, m.in. była kierowniczką Zakładu Psychopatologii i Psychologii Rozwoju UG (1992-1996) oraz dyrektorką Instytutu Psychologii UG (2005-2008). Była promotorką 25 prac doktorskich. Od 12.10.2023 r. jest patronką Szkoły Podstawowej w Gudowie, gdzie uczą się dzieci z różnymi formami niepełnosprawności zgodnie z zasadami nauczania inkluzywnego.

## Wybrane odznaczenia
- Brązowy Krzyż Zasługi (1972)
- Medal Komisji Edukacji Narodowej „za szczególne zasługi dla oświaty i wychowania” (1994)
- Złoty Krzyż Zasługi (2002)
- Order Uśmiechu (2010)
- Odznaka Honorowa za Zasługi dla Ochrony Praw Dziecka (2014)[6]
- Nagroda Naukowa Polskiego Towarzystwa Dysleksji (2015)
- Tytuł Gdańskiej Kobiety III Sektora (2017)
- Medal „Zasłużonej dla polskiej psychologii" (2018)

## Wybrana bibliografia
Jest autorką 447 publikacji zarówno naukowych, jak i popularnonaukowych, w tym. 22 książek i publikacji zwartych, m.in.:
- Trudności w pisaniu u dzieci, Gdańsk 1983, 1989.

- Psychologia kliniczna dziecka w wieku przedszkolnym, Warszawa 1985, 1991.

- Integracja percepcyjno-motoryczna a specjalne trudności w czytaniu u dzieci, Gdańsk 1987.

- Leworęczność u dzieci, Warszawa 1989, 1992.

- Integracja percepcyjno-motoryczna. Metody diagnozy i terapii, Warszawa 1990.

- Integracja percepcyjno-motoryczna. Teoria - diagnoza - terapia, Warszawa 1997, 2000.

- Ryzyko dysleksji. Problem i diagnozowanie, Gdańsk 2002.
- Portrety nie tylko sławnych osób z dysleksją, Gdańsk 2008.
- Przytulanki, Wydawnictwo Harmonia, Gdańsk 2003.
- W co się bawić z dziećmi?, Wydawnictwo Harmonia, Gdańsk 2004.
- Ryzyko dysleksji, Wydawnictwo Harmonia, Gdańsk 2005.
- Metoda Dobrego Startu, WSiP, 2005.